# Ал-Бандрель
Ал-Бандре́ль (кат. El Vendrell, вимова літературною каталанською [əł bən'dɾεʎ]) — муніципалітет, розташований в Автономній області Каталонія, в Іспанії. Код муніципалітету за номенклатурою Інституту статистики Каталонії — 431634. Знаходиться у районі (кумарці) Баш-Панадес (коди району — 12 та BP) провінції Таррагона, згідно з новою адміністративною реформою перебуватиме у складі баґарії (округи) Камп-да-Таррагона. За кількістю населення у 2007 р. місто займало 35 місце серед муніципалітетів Каталонії.

## Назва муніципалітету
Назва муніципалітету походить від лат. Venĕre — «Венера».

## Населення
Населення міста (у 2007 р.) становить 33.34 особи (з них менше 14 років — 16,6%, від 15 до 64 — 70,6%, понад 65 років — 12,8%). У 2006 р. народжуваність склала 416 осіб, смертність — 221 особа, зареєстровано 187 шлюбів. У 2001 р. активне населення становило 11.962 особи, з них безробітних — 1.269 осіб.

Серед осіб, які проживали на території міста у 2001 р., 14.999 народилися в Каталонії (з них 6.191 особа у тому самому районі, або кумарці), 6.953 особи приїхали з інших областей Іспанії, а 1.792 особи приїхали з-за кордону. 

Вищу освіту має 9,9% усього населення. 

У 2001 р. нараховувалося 8.847 домогосподарств (з них 22,7% складалися з однієї особи, 28,9% з двох осіб,20,2% з 3 осіб, 19,5% з 4 осіб, 5,9% з 5 осіб, 2,0% з 6 осіб, 0,5% з 7 осіб, 0,2% з 8 осіб і 0,2% з 9 і більше осіб).

Активне населення міста у 2001 р. працювало у таких сферах діяльності : у сільському господарстві — 2,6%, у промисловості — 20,2%, на будівництві — 17,1% і у сфері обслуговування — 60,1%. 

 У муніципалітеті або у власному районі (кумарці) працює 8.66 осіб, поза районом — 4.978 осіб.

### Доходи населення
У 2002 р. доходи населення розподілялися таким чином :
| \| Доходи населення за статтями доходів \| Доходи населення за статтями доходів \| Доходи населення за статтями доходів \| \| Рік \| 2002 р. \| 2001 р. \| \| ------------------------------------ \| ------------------------------------ \| ------------------------------------ \| \| Заробітна платня \| 55,7% \| 56,4% \| \| Доходи від ведення бізнесу \| 34% \| 32,6% \| \| Соціальна допомога \| 10,3% \| 11% \| |         |         |
| Доходи населення за статтями доходів |         |         |
| Рік | 2002 р. | 2001 р. |
| Заробітна платня | 55,7%   | 56,4%   |
| Доходи від ведення бізнесу | 34%     | 32,6%   |
| Соціальна допомога | 10,3%   | 11%     |

### Безробіття
У 2007 р. нараховувалося 1.538 безробітних (у 2006 р. — 1.507 безробітних), з них чоловіки становили 35,4%, а жінки — 64,6%.

## Економіка
У 1996 р. валовий внутрішній продукт розподілявся по сферах діяльності таким чином :
| \| Валовий внутрішній продукт \| Валовий внутрішній продукт \| Валовий внутрішній продукт \| \| Рік \| 1996 р. \| 1991 р. \| \| -------------------------- \| -------------------------- \| -------------------------- \| \| Сільське господарство \| 0,1% \| 0% \| \| Промисловість \| 13,4% \| 0% \| \| Будівництво \| 15,7% \| 0% \| \| Послуги \| 70,8% \| 0% \| |         |         |
| Валовий внутрішній продукт |         |         |
| Рік | 1996 р. | 1991 р. |
| Сільське господарство | 0,1%    | 0%      |
| Промисловість | 13,4%   | 0%      |
| Будівництво | 15,7%   | 0%      |
| Послуги | 70,8%   | 0%      |

### Підприємства міста

#### Промислові підприємства
| \| Промислові підприємства міста, за сферою діяльності \| Промислові підприємства міста, за сферою діяльності \| Промислові підприємства міста, за сферою діяльності \| \| Рік \| 2002 р. \| 2001 р. \| \| --------------------------------------------------- \| --------------------------------------------------- \| --------------------------------------------------- \| \| Енергетичні та водні ресурси \| 2,2% \| 2,1% \| \| Хімія та метали \| 8,0% \| 7,9% \| \| Переробка металів \| 43,8% \| 40,0% \| \| Продукти харчування \| 12,4% \| 12,9% \| \| Текстиль \| 6,6% \| 7,1% \| \| Виробництво меблів, видання \| 21,2% \| 23,6% \| \| Інше \| 5,8% \| 6,4% \| \| Усього підприємств \| 137 \| 140 \| |         |         |
| Промислові підприємства міста, за сферою діяльності |         |         |
| Рік | 2002 р. | 2001 р. |
| Енергетичні та водні ресурси | 2,2%    | 2,1%    |
| Хімія та метали | 8,0%    | 7,9%    |
| Переробка металів | 43,8%   | 40,0%   |
| Продукти харчування | 12,4%   | 12,9%   |
| Текстиль | 6,6%    | 7,1%    |
| Виробництво меблів, видання | 21,2%   | 23,6%   |
| Інше | 5,8%    | 6,4%    |
| Усього підприємств | 137     | 140     |

#### Роздрібна торгівля
| \| Підприємства роздрібної торгівлі міста, за сферою діяльності \| Підприємства роздрібної торгівлі міста, за сферою діяльності \| Підприємства роздрібної торгівлі міста, за сферою діяльності \| \| Рік \| 2002 р. \| 2001 р. \| \| ------------------------------------------------------------ \| ------------------------------------------------------------ \| ------------------------------------------------------------ \| \| Продукти харчування \| 27,8% \| 29,0% \| \| Одяг та взуття \| 18,1% \| 18,0% \| \| Товари для дому \| 18,7% \| 18,7% \| \| Книги та періодичні видання \| 4,0% \| 3,1% \| \| Промислова хімічна продукція \| 7,4% \| 7,5% \| \| Продукція, пов'язана з транспортними засобами \| 5,5% \| 5,0% \| \| Інше \| 18,5% \| 18,7% \| \| Усього підприємств \| 568 \| 545 \| |         |         |
| Підприємства роздрібної торгівлі міста, за сферою діяльності |         |         |
| Рік | 2002 р. | 2001 р. |
| Продукти харчування | 27,8%   | 29,0%   |
| Одяг та взуття | 18,1%   | 18,0%   |
| Товари для дому | 18,7%   | 18,7%   |
| Книги та періодичні видання | 4,0%    | 3,1%    |
| Промислова хімічна продукція | 7,4%    | 7,5%    |
| Продукція, пов'язана з транспортними засобами | 5,5%    | 5,0%    |
| Інше | 18,5%   | 18,7%   |
| Усього підприємств | 568     | 545     |

#### Сфера послуг
| \| Підприємства міста, що працюють у сфері послуг, за діяльністю \| Підприємства міста, що працюють у сфері послуг, за діяльністю \| Підприємства міста, що працюють у сфері послуг, за діяльністю \| \| Рік \| 2002 р. \| 2001 р. \| \| ------------------------------------------------------------- \| ------------------------------------------------------------- \| ------------------------------------------------------------- \| \| Гуртова торгівля \| 9,1% \| 9,0% \| \| Готелі та готельний бізнес \| 23,5% \| 23,5% \| \| Транспорт та зв'язок \| 12,0% \| 12,2% \| \| Посередницькі фінансові послуги \| 3,7% \| 3,6% \| \| Послуги підприємствам \| 7,7% \| 7,6% \| \| Послуги фізичним особам \| 24,6% \| 25,2% \| \| Нерухомість та ін. \| 19,4% \| 18,9% \| \| Усього підприємств \| 1.064 \| 1.009 \| |         |         |
| Підприємства міста, що працюють у сфері послуг, за діяльністю |         |         |
| Рік | 2002 р. | 2001 р. |
| Гуртова торгівля | 9,1%    | 9,0%    |
| Готелі та готельний бізнес | 23,5%   | 23,5%   |
| Транспорт та зв'язок | 12,0%   | 12,2%   |
| Посередницькі фінансові послуги | 3,7%    | 3,6%    |
| Послуги підприємствам | 7,7%    | 7,6%    |
| Послуги фізичним особам | 24,6%   | 25,2%   |
| Нерухомість та ін. | 19,4%   | 18,9%   |
| Усього підприємств | 1.064   | 1.009   |

## Житловий фонд
У 2001 р. 5,4% усіх родин (домогосподарств) мали житло метражем до 59 м2, 41,7% — від 60 до 89 м2, 33,2% — від 90 до 119 м2 і
19,7% — понад 120 м2.

З усіх будівель у 2001 р. 38,2% було одноповерховими, 41,9% — двоповерховими, 9,3
% — триповерховими, 7,3% — чотириповерховими, 2,1% — п'ятиповерховими, 1,0% — шестиповерховими,
0,2% — семиповерховими, 0,1% — з вісьмома та більше поверхами.

## Автопарк
| \| Автомобілі, зареєстровані у місті, за призначенням \| Автомобілі, зареєстровані у місті, за призначенням \| Автомобілі, зареєстровані у місті, за призначенням \| \| Рік \| 2006 р. \| 2005 р. \| \| -------------------------------------------------- \| -------------------------------------------------- \| -------------------------------------------------- \| \| Приватні автомобілі \| 70,8% \| 71,1% \| \| Мотоцикли \| 9,2% \| 8,7% \| \| Вантажівки \| 16,8% \| 17,0% \| \| Трактори \| 0,5% \| 0,5% \| \| Автобуси та ін. \| 2,7% \| 2,7% \| \| Усього автомобілів \| 21.787 шт. \| 20.440 шт. \| |            |            |
| Автомобілі, зареєстровані у місті, за призначенням |            |            |
| Рік | 2006 р.    | 2005 р.    |
| Приватні автомобілі | 70,8%      | 71,1%      |
| Мотоцикли | 9,2%       | 8,7%       |
| Вантажівки | 16,8%      | 17,0%      |
| Трактори | 0,5%       | 0,5%       |
| Автобуси та ін. | 2,7%       | 2,7%       |
| Усього автомобілів | 21.787 шт. | 20.440 шт. |

## Вживання каталанської мови
У 2001 р. каталанську мову у місті розуміли 94,1% усього населення (у 1996 р. — 95,5%), вміли говорити нею 73,5% (у 1996 р. — 
75,4%), вміли читати 73,9% (у 1996 р. — 72,3%), вміли писати 52,1
% (у 1996 р. — 51,7%). Не розуміли каталанської мови 5,9%.

## Політичні уподобання
У виборах до Парламенту Каталонії у 2006 р. взяло участь 10.818 осіб (у 2003 р. — 11.481 особа). Голоси за політичні сили розподілилися таким чином:
| \| Вибори до Парламенту Каталонії \| Вибори до Парламенту Каталонії \| Вибори до Парламенту Каталонії \| \| Рік \| 2006 р. \| 2003 р. \| \| -------------------------------------- \| ------------------------------ \| ------------------------------ \| \| Конвергенція та Єднання (CiU) \| 32,2% \| 30,6% \| \| Соціалістична партія Каталонії (PSC) \| 29,8% \| 35,6% \| \| Народна партія (PP) \| 12,0% \| 12,9% \| \| Ініціатива за Каталонію — Зелені (ICV) \| 7,0% \| 4,6% \| \| Республіканська лівиця Каталонії (ERC) \| 13,4% \| 13,7% \| \| Громадяни — Громадянська партія (C's) \| 3,6% \| 0,0% \| \| Інші \| 2,0% \| 2,7% \| |         |         |
| Вибори до Парламенту Каталонії |         |         |
| Рік | 2006 р. | 2003 р. |
| Конвергенція та Єднання (CiU) | 32,2%   | 30,6%   |
| Соціалістична партія Каталонії (PSC) | 29,8%   | 35,6%   |
| Народна партія (PP) | 12,0%   | 12,9%   |
| Ініціатива за Каталонію — Зелені (ICV) | 7,0%    | 4,6%    |
| Республіканська лівиця Каталонії (ERC) | 13,4%   | 13,7%   |
| Громадяни — Громадянська партія (C's) | 3,6%    | 0,0%    |
| Інші | 2,0%    | 2,7%    |

У муніципальних виборах у 2007 р. взяло участь 12.442 особи (у 2003 р. — 12.369 осіб). Голоси за політичні сили розподілилися таким чином:
| \| Муніципальні вибори \| Муніципальні вибори \| Муніципальні вибори \| \| Рік \| 2007 р. \| 2003 р. \| \| -------------------------------------- \| ------------------- \| ------------------- \| \| Конвергенція та Єднання (CiU) \| 30,9% \| 35,3% \| \| Соціалістична партія Каталонії (PSC) \| 28,7% \| 37,9% \| \| Народна партія (PP) \| 8,2% \| 8,9% \| \| Ініціатива за Каталонію — Зелені (ICV) \| 3,9% \| 3,0% \| \| Республіканська лівиця Каталонії (ERC) \| 5,6% \| 7,5% \| \| Громадяни — Громадянська партія (C's) \| 0% \| 0% \| \| Інші \| 22,7% \| 7,4% \| |         |         |
| Муніципальні вибори |         |         |
| Рік | 2007 р. | 2003 р. |
| Конвергенція та Єднання (CiU) | 30,9%   | 35,3%   |
| Соціалістична партія Каталонії (PSC) | 28,7%   | 37,9%   |
| Народна партія (PP) | 8,2%    | 8,9%    |
| Ініціатива за Каталонію — Зелені (ICV) | 3,9%    | 3,0%    |
| Республіканська лівиця Каталонії (ERC) | 5,6%    | 7,5%    |
| Громадяни — Громадянська партія (C's) | 0%      | 0%      |
| Інші | 22,7%   | 7,4%    |